# Psara (corazzata)
La Psara (in greco: Θ / Κ Ψαρά) fu una nave corazzata della Regia marna greca, entrata in servizio nel 1891 come terza e ultima unità della classe Hydra. Partecipò alla guerra greco-turca e alla prima guerra balcanica, dove venne impiegata nelle battaglie di Elli e Lemno. Non prese parte invece alla prima guerra mondiale, al termine della quale venne convertita in nave d'addestramento. Venne infine demolita nel 1932.